# Курка зелена
Курка зелена (Gallus varius) — вид куроподібних птахів родини фазанових (Phasianidae). Ендемік Індонезії.

## Поширення
Вид поширений на сході острова Ява, на Балі, Комодо, Ломбок, Сумбава та навколишніх менших островах. Успішно інтродукований на Кокосові острови. Він часто відвідує прибережні регіони та напівзасушливі середовища існування скель поблизу лиманів, де він може шукати їжу в болотах, оточених мангровими заростями, уздовж пляжів та на рисових полях.

## Опис
Довжина самця 65-75 см, вага 672—1450 г; самиця 40-46 см з вагою 485—1050 г.
Самець має переважно зелено-чорне забарвлення. Його можна досить легко відрізнити від інших видів диких півнів, і перш за все від банківського півня, з яким він поділяє ареал. Гребінь переважно блакитний, але на вершині стає червонувато-фіолетовим. Карункули також червонувато-фіолетові, але на кінцях облямовані блакитним кольором, а біля горла жовті. Світло-зелене пір'я шиї гармонійно поєднується з мідним пір'ям плечей. Хвіст тримається у відносно низькому положенні.
Самиця має коричневе забарвлення і не має гребінця. Світло-коричнева нижня частина тіла всіяна деякими зеленими пір'їнами.

## Спосіб життя
Основний раціон складається з напівназемних ракоподібних (копеподи, піщані блохи та дрібні краби), а також морських видів, виловлених у скельних басейнах. Вид також споживає медуз, морських зірок, морських і прісноводних равликів, плоди кактуса, термітів і личинок комах, що живуть у печерах.